# Neotropical Birds Online
Neotropical Birds Online is een encyclopedie over de biologie, ecologie en het behoud van de vogels van Midden-Amerika, het Caribisch gebied en Zuid-Amerika. De encyclopedie, die in 2009 online ging en vrij toegankelijk is, wordt gepubliceerd door het Cornell Lab of Ornithology. De encyclopedie wordt geleidelijk ontwikkeld door vrijwillige bijdragen van ervaren amateur ornithologen, onderzoekers, wetenschappers en ornithologiestudenten. Authenticatie is vooraf vereist en artikelen worden ondertekend door de auteur(s). De artikelen, die regelmatig kunnen worden bijgewerkt, gaan vergezeld van kaarten, foto's, audiobestanden en soms video's.